# Stigmatopteris carrii
Stigmatopteris carrii är en träjonväxtart som först beskrevs av Bak., och fick sitt nu gällande namn av Carl Frederik Albert Christensen. Stigmatopteris carrii ingår i släktet Stigmatopteris och familjen Dryopteridaceae. Inga underarter finns listade.